# 하워드 스턴
하워드 스턴(Howard Stern, 1954년 1월 12일 ~ )은 미국의 방송 진행자 및 배우이다.

## 출연 작품
- 더 콘서트 포 뉴욕 시티 (2001)
- 언터쳐블 가이 (1997)
- 디 오렐리 팩터 (1996)
- 60 미니츠 (1968)